# Monumento de Dorchester Heights
El monumento de Dorchester Heights es un gran monumento público en el área de Dorchester Heights de la ciudad de Boston, en el estado de Massachusetts (Estados Unidos). Consta de una torre de mármol de 35 m y está dedicado a la evacuación de Boston durante la guerra de independencia de los Estados Unidos, una de las primeras victorias independentistas en el conflicto. Está ubicado cerca de donde George Washington ordenó la construcción de un reducto, un área que desde entonces se ha convertido en un parque público. Fue diseñado por el estudio de arquitectura de Peabody & Stearns y se inauguró el 17 de marzo de 1902 (Día de la evacuación).

## Historia

### Contexto
Al estallar la Guerra de Independencia de los Estados Unidos, las tropas estadounidenses iniciaron un prolongado asedio de Boston, que estaba controlado por las fuerzas británicas. Este asedio terminó en 1776 cuando, el 17 de marzo, el general estadounidense George Washington construyó un reducto en la cima de Dorchester Heights en lo que ahora es South Boston. Después de esto, las tropas británicas al mando del general William Howe se retiraron de la ciudad. La evacuación de Boston fue la primera gran victoria estadounidense y la primera victoria de Washington en la guerra. Hoy, el 17 de marzo es reconocido en Boston como el Día de la Evacuación, un feriado local. En 1853, la zona donde se encontraban los reductos fue convertida en parque municipal. El parque, centrado en Telegraph Hill, se llamó Thomas Park y fue uno de los primeros parques públicos de la ciudad.
En junio de 1898, el Tribunal General de Massachusetts aprobó una resolución asignando 25 000 dólares para la creación de un monumento en Dorchester Heights para conmemorar la construcción de los reductos que condujeron a la evacuación británica. A continuación, el gobernador de Massachusetts reunió un comité con su Consejo Ejecutivo y en mayo de 1899 abrió un concurso limitado de diseños para el monumento. Ocho estudios de arquitectura presentaron propuestas, y en octubre de 1899 se seleccionó la presentación de Peabody & Stearns. Al mes siguiente, comenzó la licitación de la construcción. Tanto en 1901 como en 1902, el Tribunal General votó a favor de aumentar los fondos para la construcción, la primera vez por 8000 dólares y la segunda por 3000 dólares. Además, se asignó un total de 10 000 dólares para propósitos de dedicación. En total, la construcción del monumento duró desde 1899 hasta 1902.

### Dedicación
La ceremonia de inauguración del monumento tuvo lugar el 17 de marzo de 1902, en el 126 aniversario de la evacuación de Boston. Las celebraciones comenzaron alrededor del mediodía con una procesión de miembros del Cuerpo de Marines de los Estados Unidos, con el gobernador Winthrop M. Crane y otros invitados de honor montados en un carruaje. Después de que el gobernador y los invitados se reunieran en el monumento, la banda de marines tocó "The Star-Spangled Banner". Posteriormente, el gobernador Crane dio un discurso a la multitud y se descubrió una placa en el frente del monumento, que anteriormente había sido cubierto con banderas estadounidenses, después de lo cual la banda tocó "América".
El 21 de junio de 1997, el monumento se volvió a dedicar después de una renovación del parque de 4,8 millones de dólares.

## Diseño

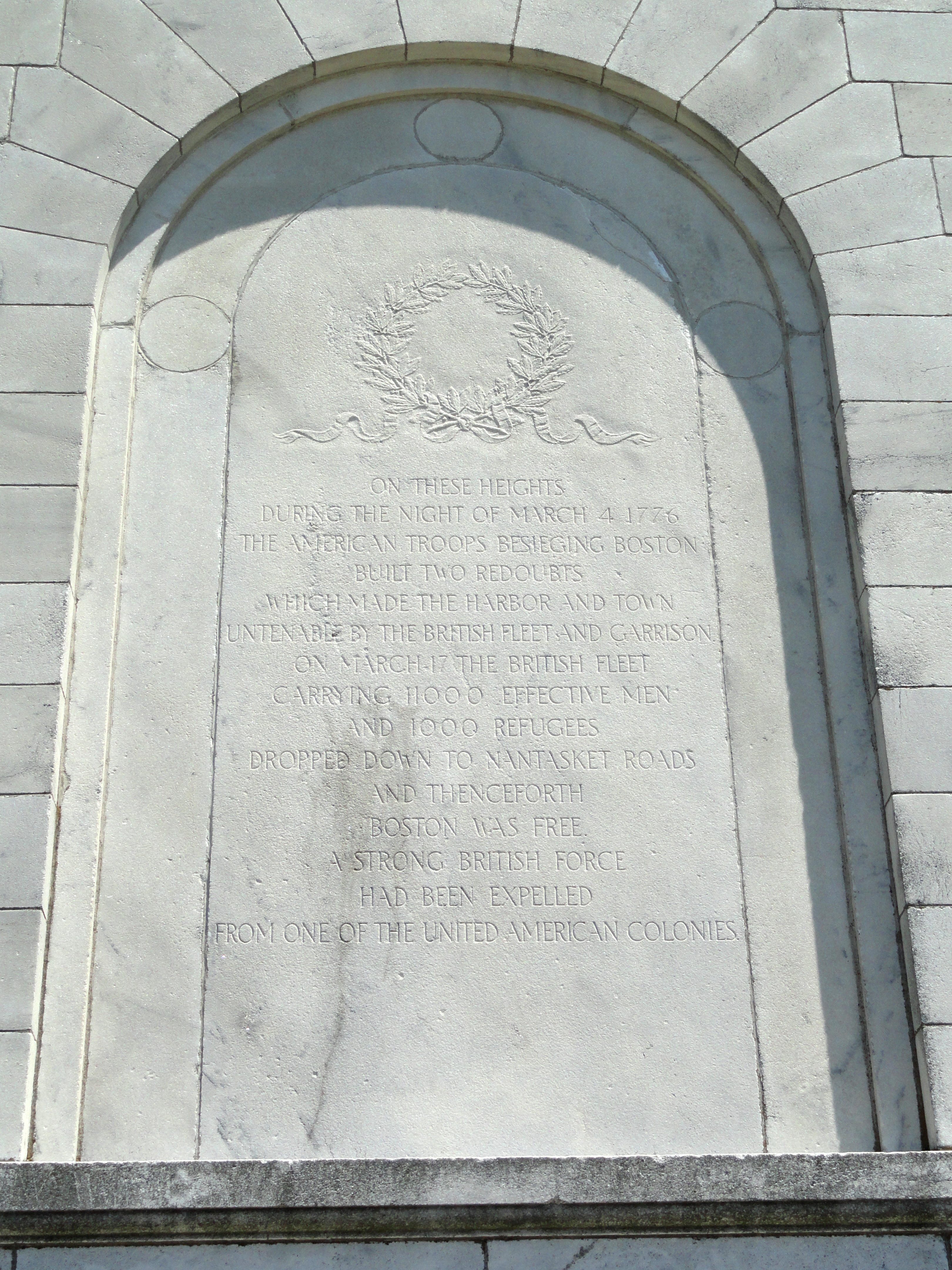
Tableta en el lado oeste del monumento

El diseño del monumento es de estilo arquitectónico renacentista georgiano. El monumento consta de una estructura de cuatro lados que se eleva 18,3 m sobre el suelo que tiene pequeños balcones en cada uno de sus lados. Esta columna tiene lados que miden unos 5,6 m de largo. En la parte superior de esta estructura hay una plataforma rodeada por una balaustrada. Encima de esta plataforma se eleva otra torre más pequeña que está rematada por una linterna octogonal. Cada columna tiene una plataforma de observación, y la superior ofrece una vista de la ciudad, el puerto de Boston y el área circundante. La parte superior del monumento presenta una cúpula y una aguja, coronada por una veleta. La altura total del monumento es de 35,1 m
Mientras que las consideraciones iniciales se dieron al ladrillo o al granito, el monumento finalmente se construyó con mármol blanco. La estructura tiene una similitud intencional con el campanario de las casas de reunión coloniales. La entrada a la estructura se encuentra en su lado este, mientras que el lado oeste tiene una tablilla que contiene letras doradas preparada por Charles William Eliot, presidente de la Universidad de Harvard. La inscripción dice:

ON THESE HEIGHTS / DURING THE NIGHT OF MARCH 4 1776 / THE AMERICAN TROOPS BESIEGING BOSTON / BUILT TWO REDOUBTS / WHICH MADE THE HARBOR AND TOWN / UNTENABLE BY THE BRITISH FLEET AND GARRISON / ON MARCH 17 THE BRITISH FLEET / CARRYING 11000 EFFECTIVE MEN / AND 1000 REFUGEES / DROPPED DOWN TO NANTASKET ROADS / AND THENCEFORTH / BOSTON WAS FREE / A STRONG BRITISH FORCE / HAD BEEN EXPELLED / FROM ONE OF THE UNITED AMERICAN COLONIES

El monumento es uno de varios en la ciudad relacionados con eventos de la Revolución Americana, incluyendo el Monumento a Beacon Hill y el Monumento a Bunker Hill.